# Todesfall Klock
Der Todesfall Klock ist ein Tötungsdelikt, das am 6. Juni 2014 in der hessischen Stadt Maintal stattfand. Die beiden Mieter eines Reithofs, Klaus-Dieter B. (59 Jahre alt) und sein 29 Jahre alter Sohn, töteten ihre Vermieter, das Ehepaar Harry und Sieglinde Klock (beide 57 Jahre) und vergruben anschließend die Leichen unter einem Misthaufen. Die Täter wurden vom Gericht zweimal freigesprochen, weil das Gericht Notwehr nicht ausschließen konnte. In einem dritten Prozess wurden beide wegen Totschlags verurteilt. Der Fall sorgte für ein bundesweites Echo.

## Fallbeschreibung
Am 6. Juni 2014 begaben sich die Vermieter zum Reithof, unter anderem um ausstehende Miete einzufordern. Als sie nicht zurückkehrten, meldete die Tochter die beiden als vermisst. Obwohl die Ermittler Blutspuren am Reithof fanden, konnten auch nach Gründung einer Sonderkommission und umfangreichen Suchmaßnahmen, einschließlich des Einsatzes von Tauchern im Main, die Leichen nicht gefunden werden. Erst vier Monate später gestanden die Täter die Tat und zeigten den Ermittlern die Leichen, die unter einem Misthaufen vergraben waren. Harry Klock wurde mit 17 Messerstichen getötet, Sieglinde mit zwei Schüssen aus einer Pistole.
Die Täter beriefen sich auf Notwehr und gaben an, sie seien von dem aggressiven Vermieter bedroht worden. Am 5. August 2015 sprach das Landgericht Hanau die beiden Täter wegen Vorliegens von Notwehr frei. Im Vorfeld berichtete die Presse von vermutlich verminderter Schuldfähigkeit, Notwehr sei wahrscheinlich. Das Gericht berief sich dabei maßgeblich auf die Zeugenaussagen eines Tierarztes, der den Vermieter als cholerisch und aggressiv beschrieb, unter anderem die Mieter als „geisteskrank“ beschimpfte und regelrecht wie Sklaven kommandierte. Allein 30 Anzeigen gegen Klock seien seit 1984 aktenkundig gewesen und es war von Spielschulden die Rede. Manche beschrieben ihn als nett, ruhig und unauffällig, andere sprachen von einem Schläger aus der Bahnhofsszene. Der Freispruch stieß bei den Bürgern im Ort überwiegend auf Unverständnis. Das Gericht glaubte den Angeklagten auch darin, dass sie die Leichen nur deshalb versteckten, weil sie befürchteten mussten, dass ihnen die Ermittler diesen Tatablauf nicht glauben würden. Nach der Urteilsverkündung kam es zu so starken Tumulten, dass die Polizei den Gerichtssaal räumen musste.
Der Bundesgerichtshof hob am 1. Februar 2017 auf die Revision der Nebenkläger das Urteil wegen Fehlern in der Beweiswürdigung auf und verwies den Fall an eine andere große Strafkammer des Landgerichts Hanau zurück. Am 16. März 2018 sprach das Landgericht Hanau die beiden Angeklagten erneut frei. Allerdings wurde der Vater wegen unerlaubten Waffenbesitzes zu acht Monaten Freiheitsstrafe verurteilt, die aber auf die vorangegangene Untersuchungshaft vollständig angerechnet wurde. Auch gegen dieses Urteil legten Staatsanwaltschaft und Nebenklage Revision ein auf die der Bundesgerichtshof das Urteil aufhob und die Sache zur erneuten Verhandlung und Entscheidung diesmal an eine Schwurgerichtskammer des Landgerichts Frankfurt am Main verwies.
Das Landgericht Frankfurt am Main verurteilte am 13. Juli 2021 Vater und Sohn zu je 10 Jahren und 6 Monaten Haft wegen Totschlags. Im Gegensatz zu den Richtern am Landgericht Hanau schloss das hiesige Gericht Notwehr aufgrund der zahlreichen Widersprüche in den Einlassungen der Angeklagten aus. Während des Revisionsverfahrens verstarb der Vater, sodass der Bundesgerichtshof das Verfahren gegen ihn einstellte; die Revision des Sohnes wurde verworfen, somit ist das Urteil rechtskräftig.
Im hr-fernsehen wurde der Fall als einer der mysteriösesten Fälle Hessens bezeichnet.